# St. Michael (Oberwildenau)

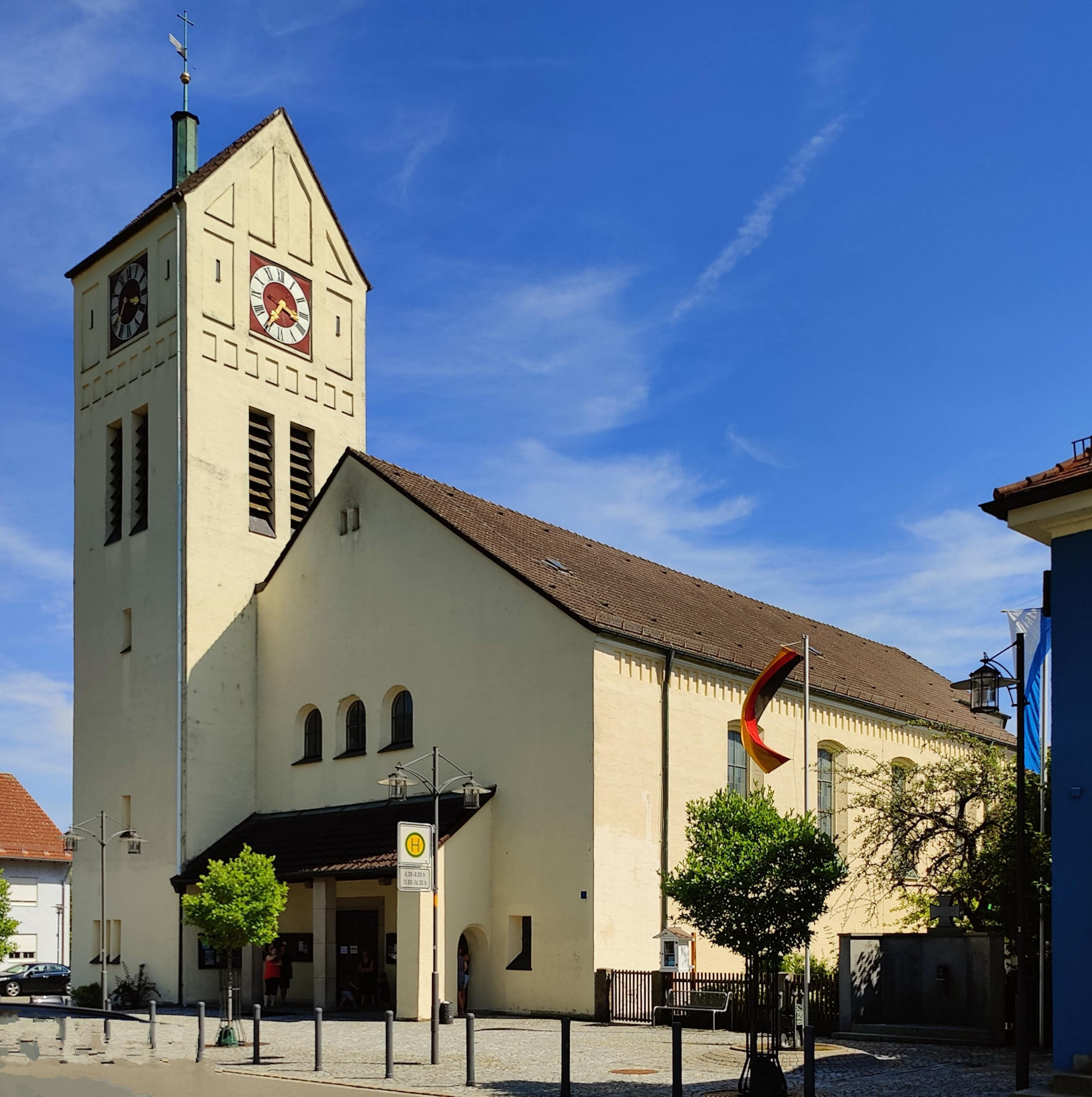
Kirche St. Michael in Oberwildenau

Die römisch-katholische Expositurkirche St. Michael befindet sich im Gemeindeteil Oberwildenau des Oberpfälzer Marktes Luhe-Wildenau. Sie gehört heute zur Pfarrgemeinde St. Martin in Luhe.

## Geschichte
Die Gemeinde bekam die Baugenehmigung für die Kirche am 3. August 1950. Am 14. August 1950 fand der erste Spatenstich statt. Knapp 2 Monate später wurde die feierliche Grundsteinlegung gefeiert und noch im gleichen Jahr konnte der Rohbau des Kirchenschiffes fertiggestellt werden. Im Frühjahr 1951 wurde mit dem Innenausbau begonnen und der mächtige Kirchturm hochgezogen. Der damalige Kaplan von Luhe, Jakob Markus, wurde von Bischof Michael bereits am 1. September 1950 zum Expositus von Oberwildenau ernannt. Der Kirchenbau wurde vom Architekten Regierungsbaumeister F. Günthner geplant. Die Bauarbeiten übernahm die Firma Adam Maier aus Luhe und Michael Höhbauer aus Oberwildenau. Erzbischof Michael Buchberger aus Regensburg weihte am 22. Juni 1952 die neue Kirche ein. Die Kirche wurde im Jahr 1998 renoviert und am 21. Februar 1999 feierlich neu eingeweiht. Am 2. Juni 2002 wurde das 50-jährige Jubiläum mit dem Domkapitular Max Hopfner gefeiert.

## Ausstattung

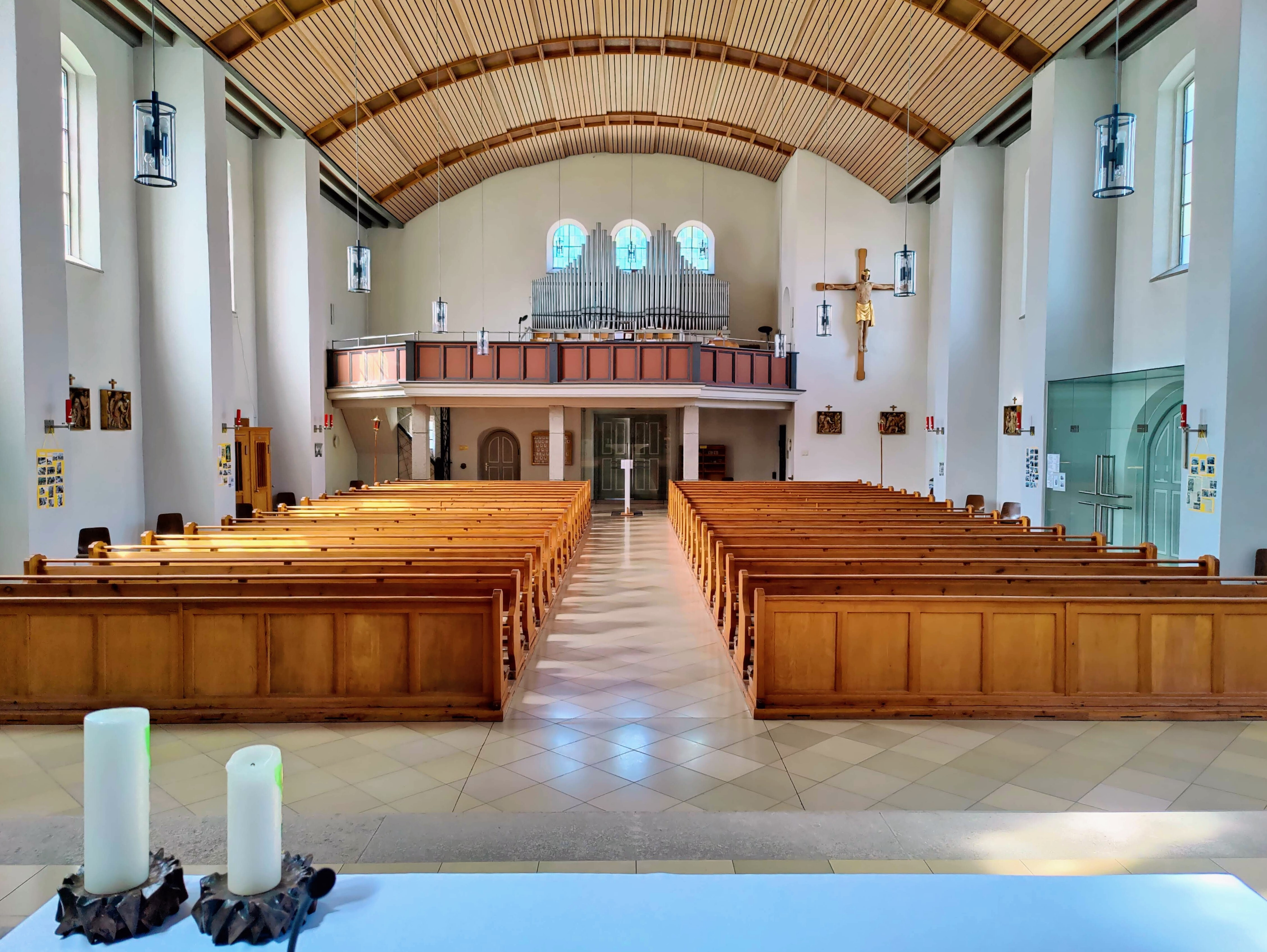
Innenraum, Blick zur Orgel (2022)

Im Altarraum der Kirche kann man ein Freskogemälde erkennen, welches vom Münchner Künstler Blasius Spreng gemalt wurde. Das Gemälde stellt den Kampf zwischen Gut und Böse dar. In der Mitte thront der Heilige Erzengel Michael, welcher den Satan durch seine Lanze in die Tiefen der Höhle stößt. Über dem Erzengel kann man Jesus Christus erkennen. Vor Christus betet Papst Pius XII. Neben Jesus sitzt die Gottesmutter Maria als helfende Mutter; unter ihr wird das Leben mit Gott dargestellt. Die Seitenwände des Altarraums sind auch künstlerisch bemalt. Links kann man einzelne Aspekte der Kreuzigung Christis erkennen und rechts sieht man den heiligen Christophorus mit dem Christuskind am Arm. Einige Jahre nach der Einweihung am 22. Juni 1952 schuf der Bildhauer Karl Muschalek die Holzplastiken über den früheren Seitenaltären. Auf dem linken Seitenaltar sieht man die Verkündigungsgruppe und rechts die Arbeitergestalt des Heiligen Josef mit dem Christuskind. Das Holzkreuz, welches früher das Altarkreuz war, hängt nun rückwärtig an der Turmseite. Dieses Kreuz wurde auch von Karl Muschalek hergestellt. Im Jahre 1998 wurde der Hochaltar und die Seitenaltäre entfernt und durch einen neuen Altar, eine Tabanakelstelle und einen Taufstein aus Kalk ersetzt. Auch der Fußboden, die Wände und das Gestühle wurden renoviert. Die feierliche Altarkonsekration fand am 21. Februar 1999 durch Bischof Manfred Müller statt.

## Glocken
Die vier Glocken der Kirche sind 1957 von Karl Czudnochowsky in Erding gegossen worden. Sie erklingen in der Tonfolge b′ c″ es″ g″. Der Stundenschlag erfolgt auf den beiden größeren Glocken, samstags um 15 Uhr wird mit dem Vollgeläut der Sonntag eingeläutet.